# Lisa Lutz
Lisa Lutz (contea di San Bernardino, 13 marzo 1970) è una scrittrice statunitense.

## Biografia
Ha studiato alle università di Santa Cruz, Irvine, Leeds e San Francisco, senza tuttavia conseguire una laurea.
Dopo aver svolto svariati lavori, una sua sceneggiatura è diventata il film Plan B, ma, dato lo scarso successo della pellicola e dopo alcuni script respinti dalle case cinematografiche, ha abbandonato la carriera di sceneggiatrice per concentrarsi sulla scrittura.
Ha esordito nella narrativa nel 2007 con La famiglia Spellman, primo romanzo di una fortunata serie gialla vincitore l'anno successivo di un Premio Alex e in seguito ha pubblicato altri 9 romanzi e un libro per ragazzi ottenendo un altro Alex Award nel 2020 con The Swallows.

## Opere principali

### Serie Spellman
- La famiglia Spellman (The Spellman Files, 2007), Milano, Mondadori, 2008 traduzione di Marco Lunari ISBN 978-88-04-58007-2.
- Curse of the Spellmans (2008)
- Revenge of the Spellmans (2009)
- The Spellmans Strike Again (2010)
- Trail of the Spellmans (2012)
- Spellman Six: The Next Generation (2013)

### Altri romanzi
- Heads You Lose con David Hayward (2011)
- How to Start a Fire (2015)
- The Passenger (2016)
- The Swallows (2019)

### Libri per ragazzi
- How To Negotiate Everything con David Spellman (2013)

## Filmografia
- Plan B, regia di Greg Yaitanes (2001) (soggetto e sceneggiatura)

## Premi e riconoscimenti
- Premio Alex: 2008 vincitrice con La famiglia Spellman e 2020 vincitrice con The Swallows
- Premio Dilys: 2008 finalista con La famiglia Spellman
- Premio Edgar per il miglior romanzo: 2009 finalista con Curse of the Spellmans